# Évêché de La Réunion

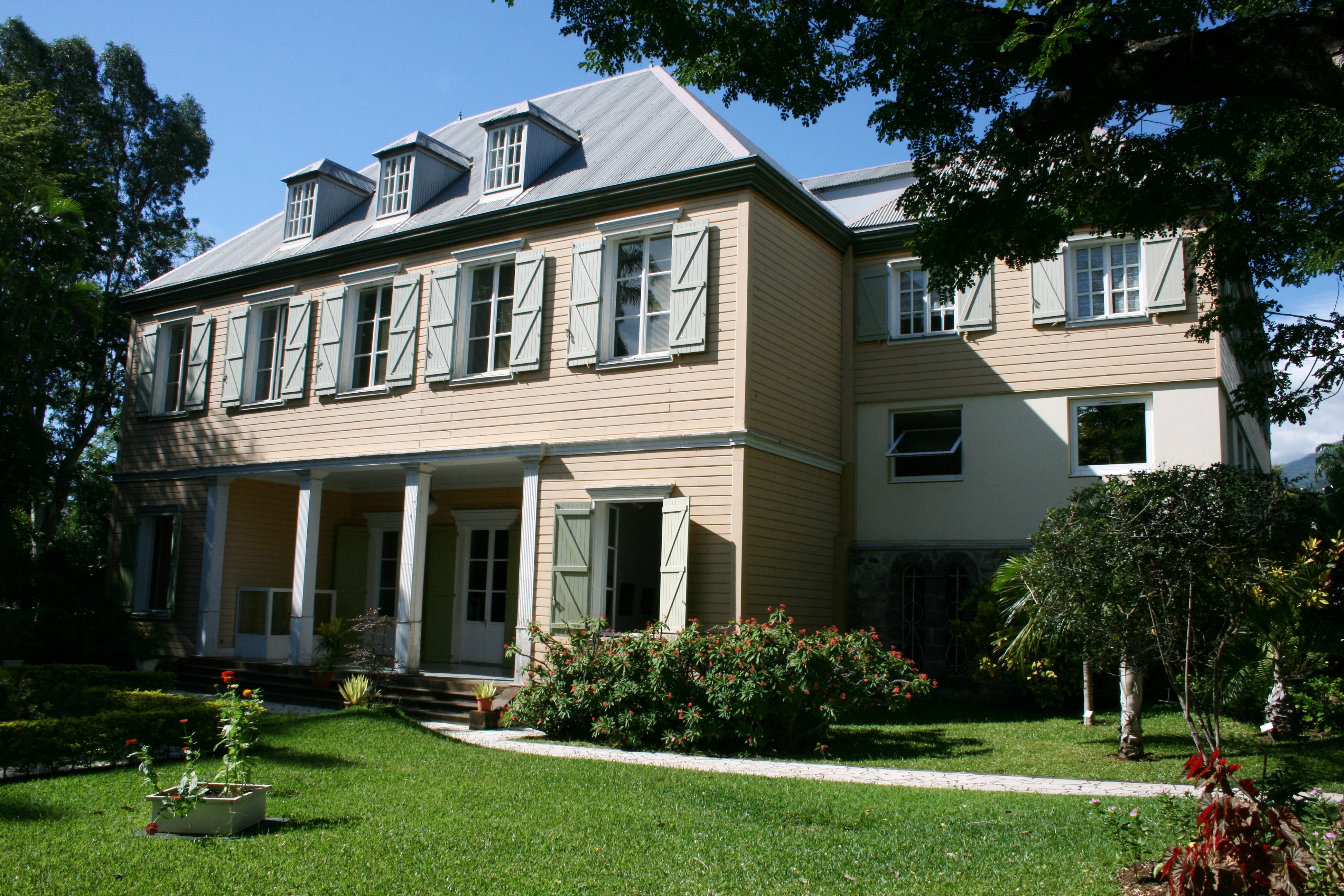
Vue d'un bâtiment de l'évêché de La Réunion.

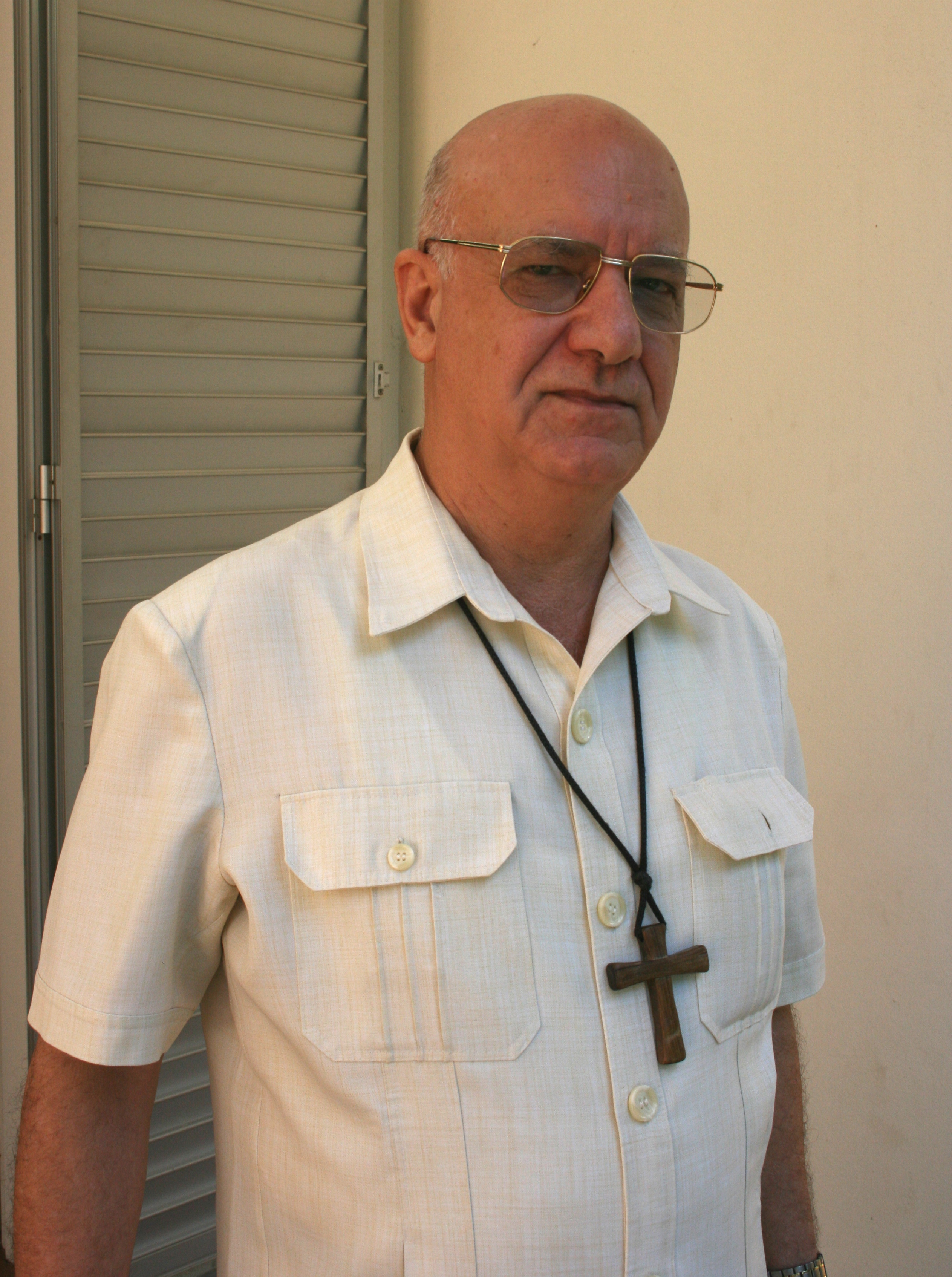
Portrait de Gilbert Aubry, l'émérite évêque de La Réunion, à l'évêché de La Réunion.

L'évêché de La Réunion est l'évêché du diocèse de La Réunion, lequel est le diocèse catholique de l'île française du sud-ouest de l'océan Indien que l'on appelle La Réunion. Situé rue de Paris, à Saint-Denis, le chef-lieu de ce territoire, il sert de résidence à l'évêque de La Réunion, actuellement Gilbert Aubry.

## Annexe